# Смит, Гордон
Гордон Смит (англ. Gordon Harold Smith; род. 25 мая 1952) — американский политик, сенатор США от штата Орегон (1997—2009), член Республиканской партии.

## Биография
Окончил Университет имени Бригама Янга и Юго-Западный юридический университет.
Был избран в Сенат Орегона в 1992 году и стал президентом сената в 1995 г. В 1996 г. сенатор Роберт Паквуд ушёл в отставку, и Смит решил баллотироваться на ваканцию. Смит проиграл Рону Уайдену на выборах в январе 1996 г. Он баллотировался ещё раз в 1996 г. после решения сенатора Марка Хетфилда уйти на пенсию. В ноябре он выиграл и стал первым баллотирующимся в Сенат США два раза в одном году.